# 苏果超市
苏果超市有限公司是总部位于中华人民共和国南京市的连锁式综合性零售企业，是华润万家控股的企业。

## 历史
苏果超市有限公司成立于1996年7月18日，公司前身为江苏省果品食杂总公司下属的果品科。名称中“苏果”二字即取自“江苏省果品食杂总公司”。
苏果超市公司在成立之前，其团队已涉及零售行业。1996年6月28日，其雏形店“楼子巷店”开张运营。而同年8月26日，苏果北祖师庵连锁店的开业，标志着苏果超市正式运营。
苏果超市在建立初期就做出了决策向外省市场实行扩张，1998年12月27日，合肥加盟店成为苏果超市首家外省加盟门店。
2002年，華潤創業以2.3亿元的价格购得苏果39.25％的股份，后陆续购入股份，至今持股已超过85%。

## 业务

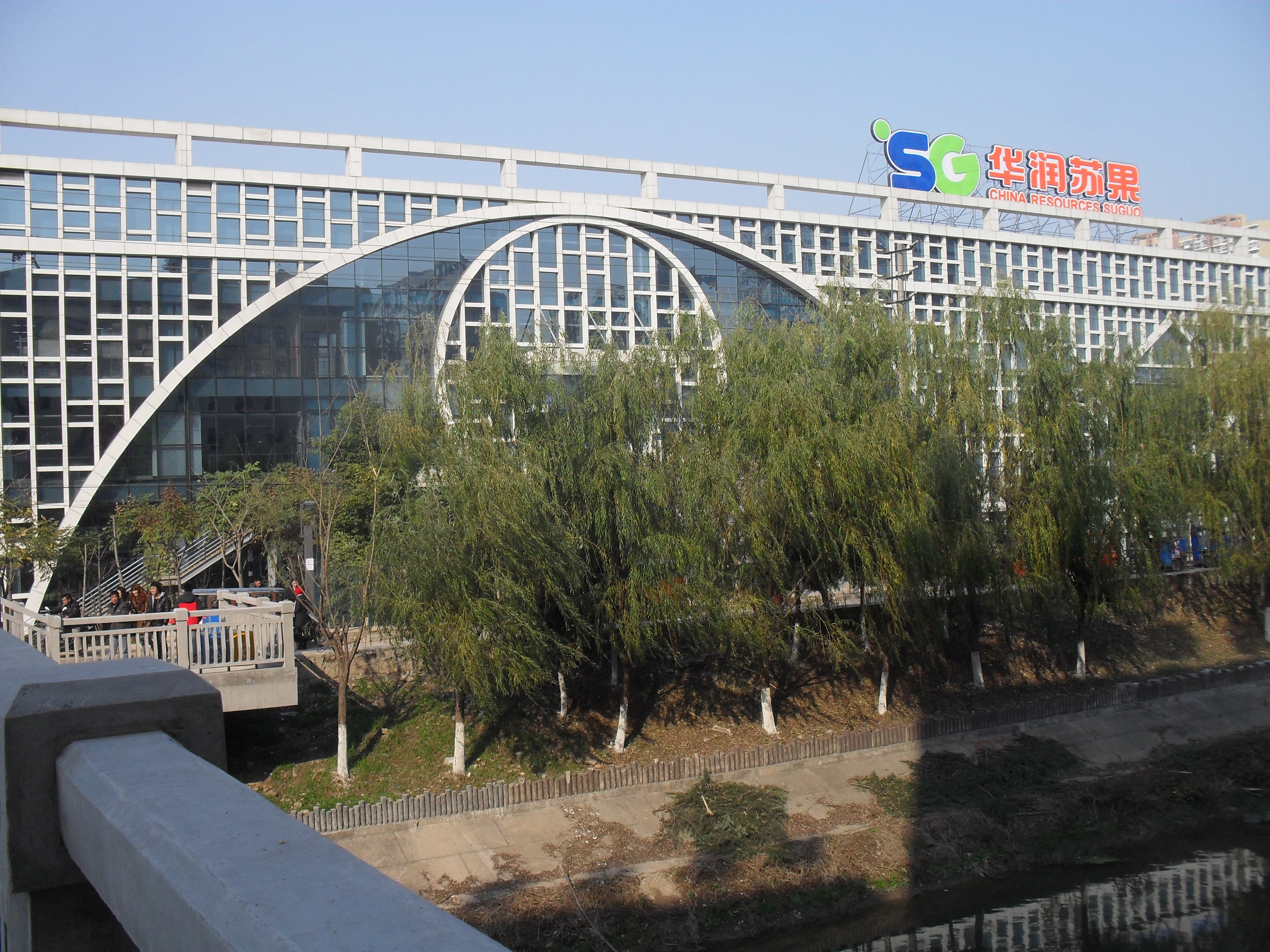
南京油坊桥苏果超市

截止2009年，苏果实现销售规模332亿元，网点覆盖中国大陆江苏、安徽、山东、河北、湖北、河南共六个省份，网点总数1950家。
苏果旗下共有8种门店，分别是：
- 华润苏果（包括合肥华润万家）：大型卖场。苏果母公司华润万家收购乐购中国业务后，苏果业务范围内的原乐购超市以“华润万家”品牌运营，并纳入苏果体系。
- 苏果社区店：位于社区的店铺，面积5000平方米左右，目前约80家。第一家苏果社区店为2002年8月17日开张的峨嵋路社区店[4]。
- 苏果生活超市：面积500平方米的一般超市，也是苏果最早的门店类型。
- 苏果便利：服务市民日常生活的便利店。第一家苏果便利店为1999年2月14日开张的三牌楼大街63号店[4]。
- “好的”便利店：2004年推出的新型门店，针对白领、高收入群体以及时尚青年。第一家苏果好的便利店为2004年1月12日开张的来凤“好的”便利店[4]。
- 苏果平价店：2004年推出的平价门店。第一家苏果平价店为2004年1月15日开张的江宁文靖路“平价店”[4]。
- SGhome/SGLIFE：分别由苏果社区店和苏果生活超市升级而来的高端超市。
- 苏果MART/苏果CITY：2021年推出，为精品型超市（与母公司华润万家旗下“万家MART”及“万家CITY”相同）[6]。

## 外部連結
- 苏果超市有限公司